# 博里斯·巴基奇

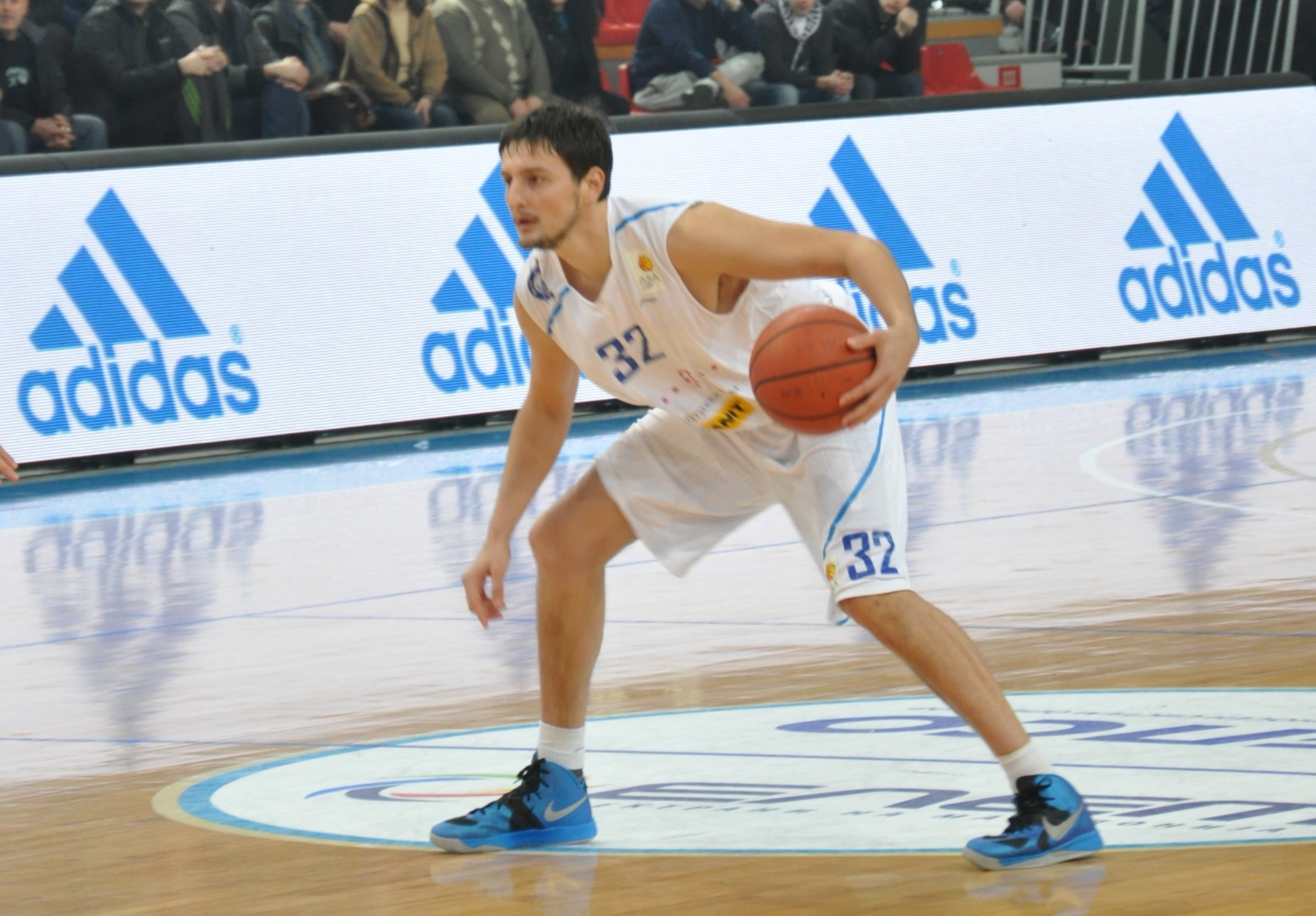
博里斯·巴基奇

博里斯·巴基奇（1986年5月23日—），黑山籃球運動員。他現在效力於塞爾維亞球隊KK Metalac Valjevo。他也代表黑山國家男子籃球隊參賽。